# Raptor: Call of the Shadows
Raptor: Call of the Shadows é um videojogo do estilo Scrolling Shooter em 2D para o computador X86, escrito para MS-DOS. Produzido pela Cygnus Studios (atualmente Mountain King Studios). Publicado pela Apogee Software o jogo foi lançado em 1º de abril de 1994.

## Enredo
"No futuro, um mercenário utilizando o avançado caça Raptor é mandado em missões interplanetárias para destruir os maiores da MegaCorps"

## Episódios
O jogo é dividido em três "setores": "Bravo", "Tango" e "Outer Regions", cada qual com 9 sub-missões chamadas "ondas", totalizando 27 níveis. A versão completa de Raptor permite os jogadores iniciarem em qualquer uma das três campanhas, apesar de jogá-las em ordem ajuda o jogador a acumular dinheiro mais facilmente para upgrades de armas e escudo.
Após terminar um setor, o é possível jogá-lo novamente com todo dinheiro e armas que foram acumulados. A dificuldade é aumentada quando o jogador faz isso. Exemplo: Se o jogador termina o setor na dificuldade "Rookie" e recomeça, a dificuldade será modificada para "Veteran".

## Jogabilidade

### Inimigos e Créditos
Como em todos jogos de Shoot'em Up, O objetivo é atirar nos inimigos e destruí-los. Enquanto os inimigos voadores são os mais numerosos, vários alvos terrestres(construções, veículos, torres) podem ser destruídos também. Chefes aparecem no final de cada onda ou até no meio, nas ondas posteriores e mais difíceis.
Para cada alvo destruído o jogador recebe créditos. A quantidade de créditos adquirida é proporcional ao quão forte e perigoso o inimigo é, sendo que alguns inimigos largam créditos bônus.
O Jato Raptor é particularmente durável em relação a outros Shoot'em Ups, os quais o jogador é destruído com poucos hits. Contudo, não existem vidas extras então o jogo termina quando o jogador morre, apesar de ser possível de carregar um save recente.

### Armas e Escudos
O jogador começa apenas com as metralhadoras padrão, e é capaz de comprar ou recolher mais armas usando um menu e sistema de compras antes de começar ou depois de terminar uma onda.
Existem duas grandes categorias de armas: o primeiro tipo está sempre ativo (todas as armas transportadas deste tipo disparam simultaneamente, sempre que jogador atira), e o segundo tipo é selecionável. Durante o jogo, enquanto atira, somente a arma selecionável escolhida irá disparar, embora a arma atualmente selecionada pode ser trocada dinamicamente para lidar com a situação apropriada. Algumas armas selecionáveis só pode atingir alvos no ar, outras apenas alvos terrestres, enquanto alguns podem abater ambos.
Algumas das armas mais originais em Raptor, em comparação com outros Shoot em' ups, são os dois tipos de selecionáveis auto-tracking. Outras armas notáveis são três canhões selecionáveis com preços caros, que disparam feixes instantâneos contínuos capazes de penetrar e destruir alvos múltiplos em um único tiro.
Com sua própria categoria existe a Megabomb, uma arma de uso único que destrói tudo na tela incluindo projéteis inimigos, exceto para os inimigos mais difíceis (como chefes), caso em que ela irá danificá-los. Ele pode ser pego ou adquiridas; um máximo de 5 megabombs pode ser carregado no jato a qualquer momento.
O jato Raptor é protegido por 100 pontos de blindagem regulares, que regeneram muito lentamente, quando o jogador não está disparando (exceto na dificuldade Elite). Há também um outro tipo de escudos, chamados escudo de fase(Phase Shield), que adicionam mais 100 pontos de blindagem. Ao contrário de blindagem regular, escudos fase não recarregar (a menos que o jogador colete powerups de blindagem regular). Até 5 camadas de Escudo Fase podem ser comprado na loja. No entanto, é possível ir além de 5 camadas se powerups de Escudo Fase são apanhados em batalha.

## Portes
Há uma versão shareware disponível para DOS e Windows deste jogo que inclui o primeiro episódio, o Setor Bravo.
A versão completa ainda pode ser comprado on-line hoje, embora Apogee venda apenas a versão DOS enquanto Mountain King Studios venda a versão do Windows. Um download da versão completa será fornecido, como Raptor não está mais disponível para compra como um produto físico independente.
Por um tempo também foi oferecido uma versão Linux para venda.

### Diferenças entre a versão de MS-DOS e Windows
Em 1999, Mountain King Studios re-lançou Raptor como um programa nativo do Windows. A versão original do Windows de Raptor apresenta gráficos e aúdio ligeiramente melhorados, suporte de controlador de feedback e uma série de outras pequenas alterações. O jogo em si permanece o mesmo entre as duas versões, e muitas dos glitches e segredos são mantidos. No entanto, a versão do Windows sofre de vários problemas com os controles que não existem na versão do MS-DOS. Ao utilizar o teclado na versão do Windows, a mobilidade do navio jogador é restrita a metade da sua velocidade normal, o que torna o jogo muito mais difícil. Se o jogador escolher usar o mouse para controlar a nave, ele é em vez incapaz de se mover para o lado extremo direito da tela.

### Edição DotEmu 2010
Esta versão do jogo, portado pela DotEmu, é compatível com Windows XP, Vista, 7, 32 e 64 bits. Ele contém a música do jogo em arquivos WAV, digitalizados a partir da trilha sonora MIDI original. O jogo permite jogar em várias resoluções diferentes (640 × 400, 960 × 600 e 1280 × 800). Os nostálgicos ainda podem jogar com a renderização original, mas os gráficos filtrados também estão disponíveis. Gráficos só podem ser exibidos em múltiplos de resolução original 320x200 DOS, e essencialmente permanecem intocados. Não há suporte para proporções variáveis ou controladores de force feedback.

### iOS
Raptor foi lançado para iOS em 20 de Dezembro de 2010 pela BlitWise Productions. Ele tem os mesmos recursos que as versões do MS-DOS e do Windows. Os controles são diferentes, usando o dedo para guiar o jato ao redor da tela ou usando a função de inclinação do acelerômetro para guiar a nave. Trocar armas ou usar a Megabomb requer que você toque no ícone nos cantos superiores do iPhone.

### Apple App Store
Raptor foi lançado na Apple App Store em 19 de janeiro de 2011 pela DotEmu. É um porte da edição 2010 para Windows e possui as mesmas características.

### Edição DotEmu 2015
Esta nova versão foi lançada em 13 de janeiro de 2015 na Steam. Ela é baseada na edição 2010, com a adição de conquistas e salvamento na Nuvem.